# Grand Prix automobile de Suisse 1939
Le Grand Prix de Suisse 1939 est un Grand Prix comptant pour le championnat d'Europe des pilotes, qui s'est tenu sur le circuit de Bremgarten le 20 août 1939.
L'épreuve était divisée en deux manches préliminaires de 20 tours : l'une pour les voiturettes (catégorie 1 500 cm3), l'autre pour les voitures de Grand Prix (catégorie 3 000 cm3). Les meilleurs pilotes de chaque classe se sont affrontés dans la manche finale.

## Résultats de la manche des voiturettes

### Grille de départ
| 1re ligne | Pos. 3                        |                                   | Pos. 2                      |                                  | Pos. 1                         |
|           | Pietsch Maserati 2 min 50 s 1 |                                   | Rocco Maserati 2 min 48 s 1 |                                  | Farina Alfa Romeo 2 min 45 s 2 |
| '2e ligne |                               | Pos. 5                            |                             | Pos. 4                           |                                |
|           |                               | Biondetti Alfa Romeo 2 min 53 s 6 |                             | Wakefield Maserati 2 min 50 s 9  |                                |
| 3e ligne  | Pos. 8                        |                                   | Pos. 7                      |                                  | Pos. 6                         |
|           | Ansell ERA 3 min 18 s 1       |                                   | Joa Maserati                |                                  | Pollock ERA 3 min 5 s 5        |
| 4e ligne  |                               | Pos. 10                           |                             | Pos. 9                           |                                |
|           |                               | Barbieri Maserati 3 min 45 s 3    |                             | Horvilleur Maserati 3 min 34 s 7 |                                |

### Classement de la course
En gras, les pilotes qualifiés pour la manche combinée.
| Pos  | no | Pilote             | Écurie                       | Châssis        | Tours | Temps/Abandon  | Grille |
| ---- | -- | ------------------ | ---------------------------- | -------------- | ----- | -------------- | ------ |
| 1    | 64 | Giuseppe Farina    | Alfa Corse                   | Alfa Romeo 158 | 20    | 56 min 28 s 0  | 3      |
| 2    | 66 | Clemente Biondetti | Alfa Corse                   | Alfa Romeo 158 | 20    | + 37 s 0       | 1      |
| 3    | 54 | John Wakefield     | Privé                        | Maserati 4CL   | 20    | + 1 min 8 s 9  | 5      |
| 4    | 60 | Giovanni Rocco     | Privé                        | Maserati 4CL   | 20    | + 1 min 46 s 9 | 4      |
| 5    | 40 | Paul Pietsch       | Privé                        | Maserati 4CL   | 19    | + 1 tour       | 10     |
| 6    | 48 | Robert Ansell      | Privé                        | ERA B          | 19    | + 1 tour       | 11     |
| 7    | 44 | Leonhard Joa       | Süddeutsche Renngemeinschaft | Maserati 4CM   | 18    | + 2 tours      | 8      |
| 8    | 50 | Allen Pollock      | Privé                        | ERA A          | 17    | + 3 tours      | 6      |
| Abd. | 56 | Guido Barbieri     | Privé                        | Maserati 6CM   |       |                | 12     |
| Abd. | 46 | Marc Horvilleur    | Privé                        | Maserati 4CM   | 1     |                | 7      |
| Np.  | 42 | Heinz Dipper       | Süddeutsche Renngemeinschaft | Maserati 6CM   |       | Non partant    |        |
| Np.  | 52 | Tony Rolt          | Privé                        | ERA B          |       | Non partant    |        |
| Np.  | 58 | Ettore Bianco      | Privé                        | Maserati 4CL   |       | Non partant    |        |
| Np.  | 62 | Emilio Romano      | Privé                        | Maserati 6CM   |       | Non partant    |        |
| Np.  | 68 | Arialdo Ruggeri    | Scuderia Ambrosiana          | Maserati 4CL   |       | Non partant    |        |
| Np.  | 70 | Piero Taruffi      | Scuderia Ambrosiana          | Maserati 4CL   |       | Non partant    |        |

- Légende : Abd.=Abandon - Np.=Non partant.

## Résultats de la manche des voitures de Grand Prix

### Grille de départ
| 1re ligne | Pos. 3                                |                                  | Pos. 2                                     |                                | Pos. 1                          |
|           | Caracciola Mercedes-Benz 2 min 35 s 6 |                                  | Von Brauchitsch Mercedes-Benz 2 min 34 s 3 |                                | Lang Mercedes-Benz 2 min 33 s 3 |
| '2e ligne |                                       | Pos. 5                           |                                            | Pos. 4                         |                                 |
|           |                                       | Nuvolari Auto Union 2 min 36 s 2 |                                            | Stuck Auto Union 2 min 35 s 8  |                                 |
| 3e ligne  | Pos. 8                                |                                  | Pos. 7                                     |                                | Pos. 6                          |
|           | Hartmann Mercedes-Benz 2 min 40 s 9   |                                  | Müller Auto Union 2 min 39 s 6             |                                | Hasse Auto Union 2 min 38 s 8   |
| 4e ligne  |                                       | Pos. 10                          |                                            | Pos. 9                         |                                 |
|           |                                       |                                  |                                            | Dreyfus Maserati 2 min 50 s 0  |                                 |
| 5e ligne  | Pos. 13                               |                                  | Pos. 12                                    |                                | Pos. 11                         |
|           | Mazaud Delahaye                       |                                  | Evans Alfa Romeo 3 min 4 s 1               |                                | De Graffenried Maserati         |
| 6e ligne  |                                       |                                  |                                            | Pos. 14                        |                                 |
|           |                                       |                                  |                                            | Christen Maserati 3 min 19 s 5 |                                 |

### Classement de la course
En gras, les pilotes qualifiés pour la manche combinée.
| Pos | no | Pilote                  | Écurie                      | Châssis             | Tours | Temps/Abandon     | Grille |
| --- | -- | ----------------------- | --------------------------- | ------------------- | ----- | ----------------- | ------ |
| 1   | 16 | Hermann Lang            | Daimler-Benz AG             | Mercedes-Benz W154  | 20    | 53 min 40 s 0     | 1      |
| 2   | 14 | Rudolf Caracciola       | Daimler-Benz AG             | Mercedes-Benz W154  | 20    | + 4 s 8           | 3      |
| 3   | 10 | Manfred von Brauchitsch | Daimler-Benz AG             | Mercedes-Benz W154  | 20    | + 30 s 7          | 3      |
| 4   | 6  | Tazio Nuvolari          | Auto Union                  | Auto Union Type D   | 20    | + 40 s 5          | 5      |
| 5   | 12 | Hans-Hugo Hartmann      | Daimler-Benz AG             | Mercedes-Benz W154  | 20    | + 2 min 53 s 1    | 8      |
| 6   | 8  | Hans Stuck              | Auto Union                  | Auto Union Type D   | 19    | + 1 tour          | 4      |
| 7   | 4  | Hermann Paul Müller     | Auto Union                  | Auto Union Type D   | 19    | + 1 tour          | 7      |
| 8   | 2  | Rudolf Hasse            | Auto Union                  | Auto Union Type D   | 19    | + 1 tour          | 6      |
| 9   | 28 | René Dreyfus            | Écurie Lucy O'Rilley Schell | Maserati 8CTF       | 19    | + 1 tour          | 9      |
| 10  | 32 | Kenneth Evans           | Privé                       | Alfa Romeo Tipo B   | 18    | + 2 tours         | 12     |
| 11  | 72 | Emmanuel de Graffenried | Privé                       | Maserati 6C-34      | 18    | + 2 tours         | 11     |
| 12  | 18 | Robert Mazaud           | Privé                       | Maserati 6C-34      | 17    | + 3 tours         | 13     |
| Abd | 24 | Max Christen            | Privé                       | Maserati 26B        |       | Abandon           | 14     |
| Abd | 30 | « Raph »                | Ecurie Lucy O'Rilley Schell | Maserati 8CTF       |       | Abandon           | 10?    |
| Np  | 12 | Heinz Brendel           | Daimler-Benz AG             | Mercedes-Benz W154  |       | Pilote de réserve |        |
| Np  | 20 | Raymond Sommer          | Privé                       | Alfa Romeo Tipo 308 |       | Non partant       |        |
| Np  | 22 | Luigi Chinetti          | Ecurie Lucy O'Rilley Schell | Delahaye            |       | Non partant       |        |
| Np  | 26 | ?                       | Ecurie Lucy O'Rilley Schell | Delahaye            |       | Non partant       |        |

- Légende : Abd.=Abandon - Np.=Non partant.

## Résultats de la manche combinée

### Grille de départ
Sur fond rose, les pilotes qualifiés issus de la manche voiturettes.

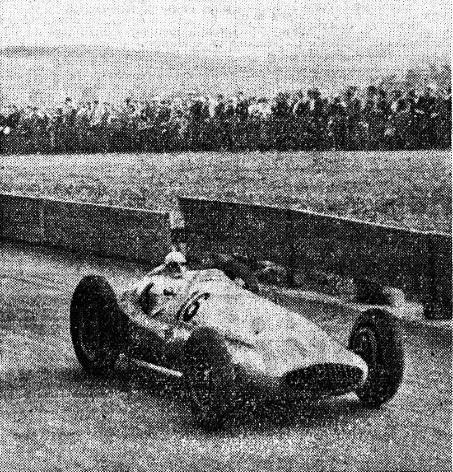
Hermann Lang, vainqueur du Grand Prix de Suisse 1939.

| 1re ligne | Pos. 3                        |                        | Pos. 2                   |                     | Pos. 1             |
|           | Von Brauchitsch Mercedes-Benz |                        | Caracciola Mercedes-Benz |                     | Lang Mercedes-Benz |
| '2e ligne |                               | Pos. 5                 |                          | Pos. 4              |                    |
|           |                               | Hartmann Mercedes-Benz |                          | Nuvolari Auto Union |                    |
| 3e ligne  | Pos. 8                        |                        | Pos. 7                   |                     | Pos. 6             |
|           | Biondetti Alfa Romeo          |                        | Stuck Auto Union         |                     | Farina Alfa Romeo  |
| 4e ligne  |                               | Pos. 10                |                          | Pos. 9              |                    |
|           |                               | Hasse Auto Union       |                          | Müller Auto Union   |                    |
| 5e ligne  | Pos. 13                       |                        | Pos. 12                  |                     | Pos. 11            |
|           | Dreyfus Maserati              |                        | Rocco Maserati           |                     | Wakefield Maserati |
| 6e ligne  |                               | Pos. 15                |                          | Pos. 14             |                    |
|           |                               | Ansell Maserati        |                          | Pietsch Maserati    |                    |
| 7e ligne  | Pos. 18                       |                        | Pos. 17                  |                     | Pos. 16            |
|           |                               |                        | De Graffenried Maserati  |                     | Evans Alfa Romeo   |

### Classement de la course
Sur fond rose, les pilotes qualifiés issus de la manche voiturettes.
| Pos | no | Pilote                  | Écurie                      | Châssis            | Tours | Temps/Abandon     | Grille | Points |
| --- | -- | ----------------------- | --------------------------- | ------------------ | ----- | ----------------- | ------ | ------ |
| 1   | 16 | Hermann Lang            | Daimler-Benz AG             | Mercedes-Benz W154 | 30    | 1 h 24 min 47 s 6 | 1      | 1      |
| 2   | 14 | Rudolf Caracciola       | Daimler-Benz AG             | Mercedes-Benz W154 | 30    | + 3 s 1           | 2      | 2      |
| 3   | 10 | Manfred von Brauchitsch | Daimler-Benz AG             | Mercedes-Benz W154 | 30    | + 1 min 9 s 9     | 3      | 3      |
| 4   | 4  | Hermann Paul Müller     | Auto Union                  | Auto Union Type D  | 30    | + 2 min 13 s 7    | 9      | 4      |
| 5   | 6  | Tazio Nuvolari          | Auto Union                  | Auto Union Type D  | 30    | + 2 min 25 s 0    | 4      | 4      |
| 6   | 12 | Hans-Hugo Hartmann      | Daimler-Benz AG             | Mercedes-Benz W154 | 29    | + 1 tour          | 5      | 4      |
| 7   | 64 | Giuseppe Farina         | Alfa Corse                  | Alfa Romeo 158     | 29    | + 1 tour          | 6      | 4      |
| 8   | 28 | René Dreyfus            | Écurie Lucy O'Rilley Schell | Maserati 8CTF      | 28    | + 2 tours         | 13     | 4      |
| 9   | 66 | Clemente Biondetti      | Alfa Corse                  | Alfa Romeo 158     | 28    | + 2 tours         | 8      | 4      |
| 10  | 6  | Hans Stuck              | Auto Union                  | Auto Union Type D  | 28    | + 2 tours         | 7      | 4      |
| 11  | 32 | Kenneth Evans           | Privé                       | Alfa Romeo Tipo B  | 27    | + 3 tours         | 16     | 4      |
| 12  | 54 | John Wakefield          | Privé                       | Maserati 4CL       | 26    | + 4 tours         | 11     | 4      |
| 13  | 48 | Robert Ansell           | Privé                       | ERA B              | 25    | + 5 tours         | 15     | 4      |
| Abd | 72 | Emmanuel de Graffenried | Privé                       | Maserati 6C-34     | 22    |                   | 17     | 5      |
| Abd | 2  | Rudolf Hasse            | Auto Union                  | Auto Union Type D  | 20    | Lubrification     | 10     | 5      |
| Abd | 40 | Paul Pietsch            | Privé                       | Maserati 4CL       | 7     |                   | 14     | 7      |
| Abd | 30 | Giovanni Rocco          | Privé                       | Maserati 4CL       | 3     |                   | 12     | 7      |

- Légende : Abd.=Abandon - Np.=Non partant.

## Pole position et record du tour
- Voiturettes :
  - Pole position :  Giuseppe Farina en 2 min 45 s 2.
  - Record du tour :  Giuseppe Farina en 2 min 46 s 5.
- Voitures de Grand Prix :
  - Pole position :  Hermann Lang en 2 min 33 s 3.
  - Record du tour :  Rudolf Caracciola en 2 min 36 s 0.
- Manche combinée :
  - Pole position :  Hermann Lang.
  - Record du tour :  Hermann Lang en 2 min 38 s 4.